# The Andrews Sisters
The Andrews Sisters was een Amerikaans trio van de drie zingende zussen LaVerne Andrews (1911–1967), Maxene Andrews (1916–1995) en Patty Andrews (1918–2013). 
Zij worden vooral verbonden met hun optredens in de Tweede Wereldoorlog ter ondersteuning van de troepen en de oorlogsinspanning, Veel van hun liedjes zijn later door coverbands opnieuw uitgebracht. 

## Loopbaan
Contra-alt LaVerne, sopraan Maxene en mezzosopraan en hoofdzangeres Patty werden geboren in Mound in de staat Minnesota. Ze begonnen hun zangcarrière als imitators van de Boswell Sisters. Na verschillende tournees werden ze in 1937 ontdekt, en waren begin jaren veertig al sterren. 
In de Tweede Wereldoorlog traden zij veel live op voor troepen, en om de zogenaamde war bonds te verkopen. Hun muziek werd tijdens de Tweede Wereldoorlog veel voor de troepen gespeeld, en de zussen verschenen in diverse films die ter motivatie van de soldaten werden gemaakt. In deze periode namen ze ook diverse liedjes op met Bing Crosby. Hun populariteit was dusdanig groot dat, zoals na de oorlog ontdekt werd, voor de Duitse troepen bootlegs waren gemaakt.
Na een korte pauze na de oorlog begonnen de zussen opnieuw en toerden veel door de Verenigde Staten en Europa. Begin jaren vijftig viel de groep uit elkaar, al volgden, van tijd tot tijd, nog wel enkele optredens. In september 1966 traden ze voor het laatst samen op in The Dean Martin Show. Laverne, die kanker had, overleed spoedig daarna.

## Discografie
Bekende hits van The Andrews Sisters zijn onder andere:
- Bei Mir Bist Du Schön (1937)
- Boogie Woogie Bugle Boy (1941)
- I'll Be With You In Apple Blossom Time (1941)
- Don't Sit Under the Apple Tree (1942)
- Pistol Packin' Mama (1943)
- Shoo-Shoo Baby (1943)
- Straighten Up and Fly Right (1944)
- Rum and Coca-Cola (1945)
- Civilization (Bongo, Bongo, Bongo) (1947)
- Underneath the Arches (1948)
- I Can Dream, Can't I? (1949)

## Filmografie
- Argentine Nights (1940)
- In the Navy (1941)
- Hold That Ghost (1941)
- Buck Privates (1941)
- What's Cookin'? (1942)
- Private Buckaroo (1942)
- Give Out, Sisters (1942)
- How's About It (1943)
- Always a Bridesmaid (1943)
- Swingtime Johnny (1943)
- Moonlight and Cactus (1944)
- Follow the Boys (1944)
- Hollywood Canteen (1944)
- Her Lucky Night (1945)
- Road to Rio (1947)
- Melody Time (1948)

## Trivia
- In Nederland werden de Andrews Sisters in het Stars on 45-project gecoverd door The Star Sisters.
- De Italiaans-Engelse meidengroep The Puppini Sisters liet zich met het album Betcha Bottom Dollar uit 2006 nadrukkelijk inspireren door de sound van de Andrews Sisters.
- In 2007 kropen de Nederlandse zangeressen Maggie MacNeal, Gemma van Eck en Jacqueline Aronson in de theatershow In The Mood van De Zonnebloem in de huid van de drie Andrews Sisters.